# Gilberto Valbuena Sánchez
Gilberto Valbuena Sánchez (Chietla, Puebla, 4 de febrero de 1929 - Puebla, 22 de diciembre de 2021) fue un obispo católico mexicano que fungió como obispo de la Diócesis de Colima (1989-2005); fue el primer obispo de la diócesis de La Paz, Baja California Sur, y también fue obispo auxiliar de Tacámbaro (1972-1976). Fue vicerrector del seminario de Puebla durante seis años y párroco de Izúcar de Matamoros durante cuatro años.

## Biografía

### Primeros años y formación
Nació en Chietla, Puebla, el 4 de febrero de 1929. Hijo de Jesús Valbuena y Elvira Sánchez. Recibió sus estudios de educación primaria en la escuela Primaria "Lic. Benito Juarez" de Chietla. Cursó sus estudios eclesiásticos en el Seminario de Puebla, fue ordenado sacerdote el 21 de mayo de 1955, ejerciendo allí el ministerio sacerdotal durante diecisiete años.

## Episcopado

### Obispo Auxiliar de Tacámbaro
El 9 de diciembre de 1972 fue nombrado Obispo Titular de Vizara Didda y Auxiliar de la Diócesis de Tacámbaro por el Papa Pablo VI.

### Obispo en La Paz
El primero de marzo de 1976, cuando fue promovido al Vicariato Apostólico de La Paz (actualmente Diócesis de La Paz) en Baja California Sur donde fue el primer obispo consagrado de la misma desde su creación en 1988.

### Obispo de Colima
El 8 de julio de 1989 fue trasladado a la Diócesis de Colima por una disposición del Papa Juan Pablo II.